# Комендант Павло Іванович
Павло́ Іва́нович Коменда́нт (*16 (28) лютого 1892, Ольшаниця Васильківського повіту Київської губернії, тепер Рокитнянського району Київської обл. — †12 квітня 1960, смт Немішаєве) — видавець, прозаїк.

## Біографічні відомості
Навчався у 1913—1914 в Київському художньому училищі, закінчив 1917 Київський зооветеринарний інститут. Редактор-видавець журналу «Сяйво» (Київ, 1913), організатор і керівник однойменного видавництва (Київ, 1918—1919, 1925—1930). Брав участь у діяльності видавничого товариства «Ґрунт» (Київ, 1918). З 1926 — член-співробітник господарського відділу Інституту української наукової мови. Відтак працював в урядових органах, колгоспах. Був репресований. Вийшовши по війні на волю, оселився в с. Немішаєвому, працював зоотехніком у колгоспі.
Автор новел і віршів, які друкувалися в журналах 1910-х років, статей на громадсько-політичні, літературно-мистецькі й сільськогосподарські теми.
Один з героїв оповідання Б.Антоненка-Давидовича «Чистка», чия брошура «Розводьте кролів» і причинилася до центральної події.